# Itaipusa karlingi
Itaipusa karlingi är en plattmaskart som beskrevs av Mack-Fira 1968. Itaipusa karlingi ingår i släktet Itaipusa och familjen Koinocystididae. Inga underarter finns listade i Catalogue of Life.